# Drew Goddard
Drew Goddard (26. veljače 1975.) je američki filmski i televizijski scenarist, redatelj i producent. Svoj redateljski debi ostvario je 2012. godine režijom komičnog horor-trilera The Cabin in the Woods.

## Život i karijera
Rođen u Los Alamosu u državi Novi Meksiko, Goddard je svoju karijeru započeo kao jedan od pisaca serija Buffy - Ubojica vampira i Angel. Godine 2005. pridružio se timu kompanije Bad Robot J. J. Abramsa u kojoj je pisao za serije Alias i Izgubljeni, a s potonjom je osvojio nagradu Ceha scenarista za najbolju dramsku seriju 2006. godine. Te iste godine, tijekom emitiranja treće sezone serije, Goddard je postao njezin ko-izvršni producent.
Godine 2008. Goddard je napisao scenarij za film Cloverfield kojeg je režirao Matt Reeves, a producirao J. J. Abrams. Film Cloverfield na svjetskim kino blagajnama zaradio je 168 milijuna dolara, a koštao je 25 milijuna. Časopis Empire stavio ga je na peto mjesto najboljih filmova 2008. godine, a sam film osvojio je nagradu Saturn za najbolji znanstveno-fantastični film.
Godine 2012. Goddard je ostvario svoj redateljski debi filmom The Cabin in the Woods kojeg je napisao skupa s Jossom Whedonom. Na popularnoj internetskoj stranici Rotten Tomatoes film ima 92% pozitivnih ocjena, a na internetskoj stranici Metacritic proglašen je jednim od najboljih filmova 2012. godine. Film je također osvojio nagradu Saturn u kategoriji najboljeg horora ili trilera.
Godinu dana kasnije skupa s Matthewom Michaelom Carnahanom i jednim od voditelja televizijske serije Izgubljeni Damonom Lindelofom, Goddard je napisao scenarij za film Svjetski rat Z s Bradom Pittom u glavnoj ulozi, a u režiji Marca Forstera. Film je koštao 190 milijuna dolara, a na svjetskim kino blagajnama utržio je 540 milijuna. Kao rezultat toga, od lipnja 2013. godine, holivudska kompanija Paramount Pictures službeno je objavila da će se snimati nastavak filma.
U prosincu 2013. godine kompanija Marvel službeno je objavila da će Goddard biti izvršni producent i glavni voditelj serije Daredevil koju će producirati tvrtka Marvel Television, a koja će biti emitirana na Netflixu tijekom 2015. godine. Istovremeno, holivudska kompanija Sony Pictures objavila je da će Goddard napisati i režirati film Sinister Six. U svibnju 2014. godine Goddard se povukao iz projekta serije Daredevil.

### Popis epizoda serijaIzgubljeničiji je Goddard scenarist
- 1x16 – "Outlaws" – 16. veljače 2005.
- 2x02 – "The Glass Ballerina" – 11. listopada 2006. (s Jefom Pinknerom)
- 3x08 – "Flashes Before Your Eyes" – 14. veljače 2007. (s Damonom Lindelofom)
- 3x13 – "The Man from Tallahassee" – 21. ožujka 2007. (s Pinknerom)
- 3x16 – "One of Us" – 11. travnja 2007. (with Carlton Cuse)
- 3x20 – "The Man Behind the Curtain" – 9. svibnja 2007. (s Elizabeth Sarnoff)
- 4x02 – "Confirmed Dead" – 7. veljače 2008. (s Brianom K. Vaughanom)
- 4x06 – "The Other Woman" – 6. ožujka 2008. (s Christinom M. Kim)
- 4x09 – "The Shape of Things to Come" – 24. travnja 2008. (s Vaughanom)

## Vanjske poveznice
- Drew Goddard u internetskoj bazi filmova IMDb-u (engl.)